# Mjölkörtsspinnare (familj)
Mjölkörtsspinnare, Brahmaeidae, är en familj av fjärilar, som beskrevs av Charles Swinhoe 1892. Brahmaeidae ingår i överfamiljen Bombycoidea, ordningen fjärilar, klassen egentliga insekter, fylumet leddjur och riket djur.  
Enligt Dyntaxa ingår släktena Lemonia och Sabalia i Brahmaeidae medan Catalog of life behandlar dessa separat som familjen Lemoniidae. i Dyntaxa anges Lemoniidae som synonym till Brahmaeidae.

## Kännetecken
Mjölkörtsspinnare är kraftigt byggda med rundade vingar i gula eller bruna färgtoner och ett vingspann på mellan 35 och 60 millimeter. I vila hålls vingarna taklikt över kroppen. Frambenen är korta med ett förkrymt skenben och kraftiga klor på yttersta fotsegmentet. Antennerna är relativt långa med dubbel kamtandning, hanens bredare än honans. Sugsnabeln är förkrymt. Larverna har endast gles behåring.

## Levnadssätt
Mjölkörtsspinnarnas larver lever oftast på korgblommiga växter. Larverna saknar spinnvårtor och spinner således ingen kokong. De förpuppas i jorden. Den fullvuxna fjärilarna intar ingen näring och är därför kortlivade.

## Systematik
Enligt Catalogue of Life omfattar familjen Brahmaeidae 21 arter och familjen Lemoniidae 20 arter, fördelade på 7 respektive 2 släkten. Familjen förekommer bara i Gamla världen och i Sverige finns endast arten mjölkörtsspinnare (Lemonia dumi) som är rödlistad som sårbar, VU.

## Dottertaxa till Brahmaeidae (och Lemoniidae) i alfabetisk ordning[1][2][3]
- AcanthobrahmaeaXXXXXXXXXXXXX
  - Acanthobrahmaea europaea
- Brahmaea
  - Brahmaea bicolor
  - Brahmaea certhia
  - Brahmaea magnificentia
  - Brahmaea porphyria
  - Brahmaea wallichii
- Brahmaeops
  - Brahmaeops japonica
- Brahmidia
  - Brahmidia hearseyi
- Calliprogonos
  - Calliprogonos miraculosa
- Dactyloceras
  - Dactyloceras barnsi
  - Dactyloceras bramarbas
  - Dactyloceras catenigera
  - Dactyloceras lucina
  - Dactyloceras maculata
  - Dactyloceras neumayeri
  - Dactyloceras ocelligera
  - Dactyloceras ostentator
  - Dactyloceras richinii
  - Dactyloceras swanzii
  - Dactyloceras tridentata
- Lemonia
  - Lemonia balcanica
    - Lemonia balcanica anatolica
    - Lemonia balcanica vashlovani

  - Lemonia ballioni
  - Lemonia beirutica
  - Lemonia dumi,  Mjölkörtsspinnare
  - Lemonia pauli
  - Lemonia peilei
    - Lemonia peilei farsica
    - Lemonia peilei klapperichi
    - Lemonia peilei talhouki

  - Lemonia philopalus
  - Lemonia pia
    - Lemonia pia friedeli

  - Lemonia sacroscanta
  - Lemonia sardanapalus
  - Lemonia taraxaci
  - Lemonia vallantini
- Sabalia
  - Sabalia barnsi
  - Sabalia fulleborni
  - Sabalia fulvicincta
  - Sabalia jacksoni
  - Sabalia picarina
  - Sabalia sericaria
  - Sabalia thalia
  - Sabalia tippelskirchi
- Spiramiopsis
  - Spiramiopsis comma